# 三重県道670号城立青山線
三重県道670号城立青山線（みえけんどう670ごう じょうりゅうあおやません）は、三重県津市から伊賀市に至る一般県道である。

## 概要
津市白山町城立から[伊賀市]]伊勢路に至る。

### 路線データ
- 起点：三重県津市白山町城立（字下出203の1番地先[1][2]：三重県道29号松阪青山線交点）
- 終点：三重県伊賀市伊勢路（国道165号交点）

## 歴史
- 1959年（昭和34年）
  - 1月25日 - 認定[3]

起点：三重県一志郡白山町大字城立
終点：三重県名賀郡青山町
  - 3月31日 - 道路区域の決定[4]
  - 5月19日 - 道路の供用開始[5]

三重県一志郡白山町大字城立字下出203の1番地先から三重県名賀郡青山町奥鹿野字折戸1039の15番地先を経て三重県名賀郡青山町伊勢路字道筋599の2番地先まで（延長13.51 km）
- 1965年（昭和40年）1月19日
  - 道路区域の変更[6]（経路の変更、路線の延長）

三重県一志郡白山町大字大原字前田379番地先から三重県名賀郡青山町大字諸木1247番地先まで（延長3,806 m）に変更
三重県一志郡白山町大字大原字前田379番地先から三重県名賀郡青山町大字諸木1247番地先まで（延長5,028 m）に変更

  - 道路の供用開始[7]

三重県一志郡白山町大字大原字前田379番地先から三重県一志郡白山町大字大原390番地先を経て三重県名賀郡青山町大字諸木1247番地先まで
- 2007年（平成19年）4月1日 - 県道の路線認定の一部改正[8]（自治体合併に伴う変更）

起点：三重県津市白山町城立
終点：三重県伊賀市
- （変更時期不明） - 道路区域の変更（下記道路区域を廃止）

三重県伊賀市奥鹿野字登尾688番地先から三重県伊賀市伊勢路字道筋599の2番地先まで

## 路線状況

### 重複区間
- 三重県道755号老ヶ野古田青山線（津市北白山町大原 - 伊賀市諸木）

## 地理

### 通過する自治体
- 三重県
  - 津市 - 伊賀市

### 交差する道路
| 交差する道路                               | 市町村名 | 交差する場所 | 交差する場所 |
| ------------------------------------------ | -------- | ------------ | ------------ |
| 三重県道29号松阪青山線                     | 津市     | 白山町城立   | 起点         |
| 三重県道755号老ヶ野古田青山線 重複区間起点 | 津市     | 白山町大原   |              |
| 三重県道755号老ヶ野古田青山線 重複区間終点 | 伊賀市   | 諸木         |              |
| 三重県道767号種生奥鹿野線                  | 伊賀市   | 奥鹿野       |              |
| 国道165号                                  | 伊賀市   | 伊勢路       | 終点         |

### 沿線
- わかすぎの里キャンプ場